# Lamaniti
I Lamaniti sono un popolo la cui storia è riferita nel Libro di Mormon, uno dei testi sacri del Mormonismo: sarebbero stati in contrasto con i Nefiti e i loro discendenti sarebbero diverse popolazioni precolombiane e alcuni popoli del Pacifico.

## Storia
Secondo il Libro di Mormon i Lamaniti sarebbero i discendenti di Laman, fusi in seguito con quelli di Lemuele, entrambi fratelli di Nefi, capostipite del popolo dei Nefiti, tutti giunti in America dopo la loro partenza dal regno di Giuda nel 600 a.C. A causa delle loro continue ribellioni all'autorità del capofamigia Lehi e poi del fratello Nefi, sarebbero stati maledetti e si sarebbero separati dai parenti, vivendo in uno stato primitivo e cambiando colore di pelle per esser distinti dai Nefiti. Nei secoli successivi i Lamaniti si scontrarono innumerevoli volte contro i Nefiti, distruggendoli nel V secolo d.C. Dopo la venuta di Cristo nelle Americhe, i Lamaniti si sarebbero nuovamente convertiti agli insegnamenti mosaici e poi cristiani, divenendo perfino migliori dei Nefiti, per poi decadere nuovamente dopo circa due secoli.
Secondo una profezia, un giorno i Lamaniti avrebbero accettato di nuovo il Vangelo cristiano e in base a questa Joseph Smith, fondatore della Chiesa Di Gesù Cristo Dei Santi Degli Ultimi Giorni, inviò alcuni missionari fra gli Indiani, ritenuti i loro discendenti.
Secondo i mormoni anche i polinesiani discenderebbero dai Lamaniti: nel Libro di Mormon si narra infatti che Hagoth avrebbe costruito numerose navi e sarebbe partito verso ovest per mare con migliaia di membri del suo popolo.